# バグダッドの少年
バグダッドの少年（ばぐだっどのしょうねん、原題：BOY of BAGHDAD）はイラク戦争を経て混乱の続くバグダッドに暮らす少年を描いたドキュメンタリー映画。2004年作。
なお、本作は日本未公開であり、日本語訳されたソフトも2007年現在存在せず、従って定まった日本語タイトルはない。当項目名は英語による原題である“BOY of BAGHDAD”の日本語訳によるものである。

## あらすじ
イラク戦争後の混乱を極めるナジャフ、ファルージャ、およびバグダッドの2004年8月の様子を現地取材したドキュメンタリー映画で、バグダッドに暮らす12歳の少年خير ألله（Kheer Allah、カーラッラー）の視点からその姿を描く。
خير ألله少年によるモノローグでイラクの様子が紹介される。彼とその弟妹も学校を失い、労働少年として家の財政を保とうとするが、仕事は毎日異なり、日々新たな仕事を探さねばならない。裕福な家に赴き庭の雑草取りをしたり、路上でガソリンを売るほか、家の修繕を行う父の手伝いも行う。
廃墟や建造物が煙となった空き地の点在する地域では草サッカーの試合が繰り広げられている。しかしそのような中でも銃声が響く。日常茶飯事なのか、彼も含めて特に意に介する様子もない。誘拐も後を絶たないと彼は言う。
バスで街のスーク（市場）へと出掛けると、一見すれば戦争に見舞われたとは思えない盛況振りを見せる。しかし彼もその家族も懐は細く、玩具は言うに及ばず、新品の衣服や靴を買うこともできない。خير ألله少年は古着屋でシャツを購入し、さらに靴を物色するが高価で買うことを断念せざるをえない。
「大きくなったらお医者さんか技術者になりたい。お父さんを助けてあげたい。そして平穏な国に戻ってほしい。子どもが安心して暮らせるような…」それが少年の望みであった。

## 解説
本編には「アメリカ」の名も「フセイン」の名も登場しない。何が善であり何が悪であるといった話も出てこない。خير ألله少年は希望こそ口にするが、不平や不満は一切ない。政治色をできる限り排除し、あくまでも今のイラクで何が起きているのかをフィルムに収めることに終始していることが特徴としてあげられる。

## スタッフ
- エグゼクティブプロデューサー

David Eisenlohr（デビッド・エイセンロール）
- プロデューサー・監督

ساباح المسوي（Dr.Sabah Al-Moswi、サバーフ・アルモスィ）
- 撮影

هايدار كديم（Haidar Kadhim、ハイダール・カディーム）
- 編集

Matthew Ly（マッセウ・リー）
- 助監督

أمير ساباح（Amir Sabah、アミール・サバーフ）
- 音楽

Hikmat Studios（ヒクマットスタジオ、イラク、バグダッド）
- グラフィックデザイン

Matthew Ly（マッセウ・リー）
- アートディレクター

Dominick Perrone（ドミニク・ペローネ）
- 英語字幕翻訳

Tania Baban（タニア・バーバン）
- 仏語字幕翻訳

Matthew Ly（マッセウ・リー）
- 独語字幕翻訳

Manfred Eikel（マンフレッド・イーケル）
- 字幕制作

Matthew Ly（マッセウ・リー）
- 著作・製作

Award Films（アウォードフィルムズ）